# Tant Bruns födelsedag
Tant Bruns födelsedag är en barnbok, skriven av Elsa Beskow. Den handlar om de tre kvinnorna Tant Grön, tant Brun och tant Gredelin. Boken utspelar sig i 1800-talsmiljö; kvinnorna bär tidstypiska kläder som krinolin och bahytt. Farbror Blå bär kalott, en blå föregångare till frackrocken och cylinderhatt. Som i andra berättelser återfinner vi även här Farbror Blå, barnen Petter och Lotta samt pudeln Prick.
Boken kom ut första gången 1925 och finns i en utgåva från Bonniers Juniorförlag från 1981.
Tant Bruns födelsedag närmar sig och barnen ska göra ett framförande lett av Farbror Blå. Tant Grön och Tant Gredelin ska inhandla en ny hatt och en krage och dras då in i ett stort missförstånd. Allt reder till slut ut sig och Tant Bruns födelsedag slutar lyckligt.

## Filmatisering
Tant Bruns födelsedag blev barnfilm med samma titel år 1968, i regi av Mille Schmidt. Filmversionen följer boken identiskt, filmen har ingen hörbar dialog utan endast Åke Falck som berättare.